# جشنواره بین‌المللی فیلم ایندیپندنت دیز
جشنواره بین‌المللی فیلم ایندیپندنت دیز (انگلیسی: Independent Days International Filmfest) بزرگترین جشنواره فیلم در شهر کارلسروهه آلمان است. همه ساله فیلم‌های مستقلی از سراسر جهان در این جشنواره در بخش‌های مختلف با یکدیگر رقابت می‌کنند.
از سال ۲۰۰۷ تاکنون این جشنواره در تئاتر شاوبرگ برگزار می‌شود. عمده فیلم‌هایی که در این جشنواره به رقابت گذاشته می‌شوند فیلم کوتاه هستند، اما گاهی فیلم‌های مستند و انیمیشن نیز در بخش رقابت قرار می‌گیرند.